# Kánó
Kánó is een plaats (község) en gemeente in het Hongaarse comitaat Borsod-Abaúj-Zemplén. Kánó telt 200 inwoners (2001).